# Вахта-2
«Вахта-2» - цифровой навигационный комплекс НК-45, установлен на самолётах Ту-22М2/3

## Назначение

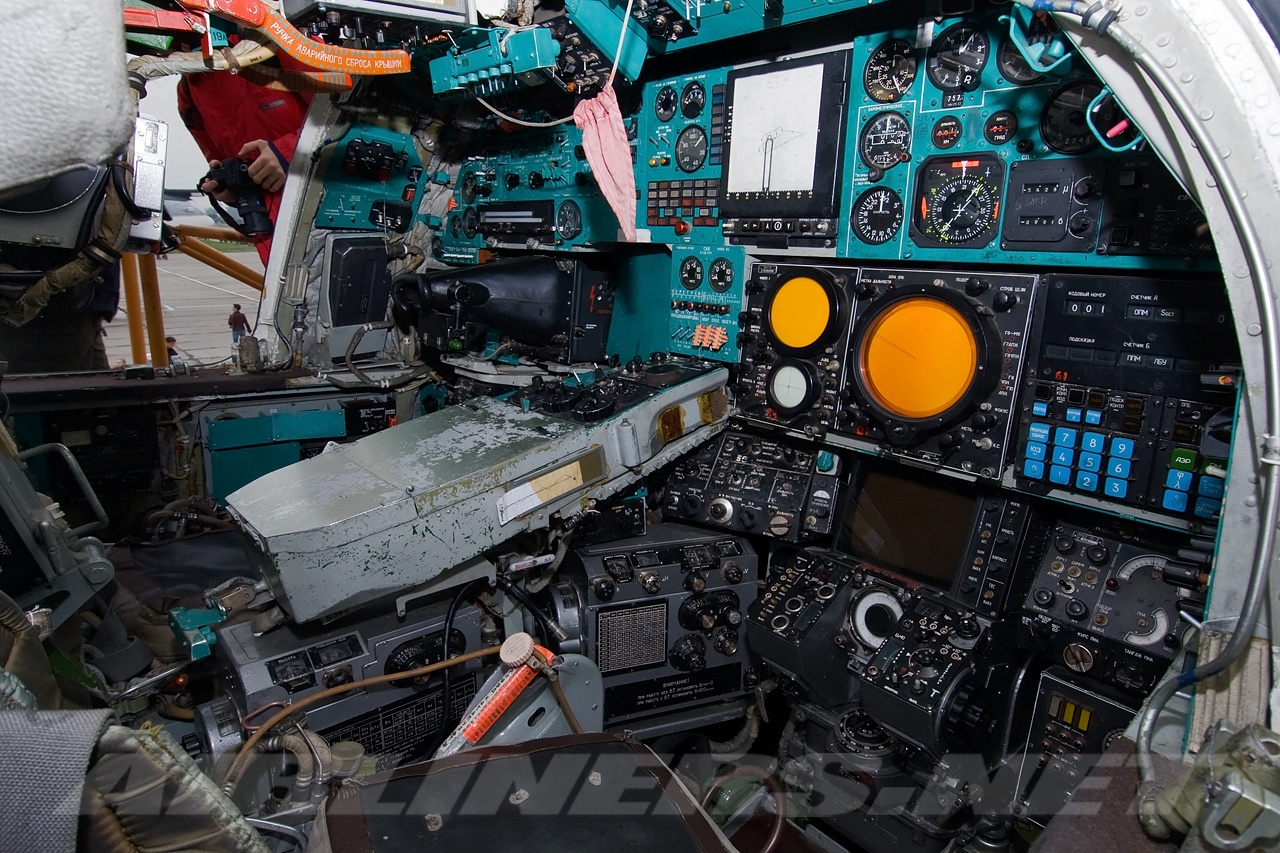
Рабочее место штурмана-навигатора. Вверху расположен планшет ПА-3, на котором в данном случае индицируется схема аэродрома

Комплекс предназначен для решения задач самолётовождения, выдачи навигационной информации на индикаторные приборы и в систему автоматического управления полётом для выполнения автоматического, полуавтоматического или ручного управления самолётом на всех этапах полёта.
Навигационный комплекс НК-45, совместно с автоматической бортовой системой управления АБСУ-145М, позволяет выполнять автоматический запрограммированный полёт по одному из двух заложенных («прошитых» в памяти БЦВМ на земле) маршрутов, начиная с высоты 400 м, возвращение на аэродром вылета и выполнение автоматического или директорного захода на посадку и снижение по глиссаде до высоты 60 метров. НК-45 вместе с АБСУ образуют навигационно-пилотажный комплекс самолёта НПК, а при работе НПК в связи с РЛС ПНА и с оптико-телевизионным прицелом 015Т образуют навигационно-бомбовую систему НБС. Автоматический режим полёта хоть и предусматривает программное управление в продольном канале, но фактически не применяется.
Программное управление полётом от НК или НБС включается нажатием клавиш на пульте управления АБСУ Пу-35 - "ПРОГ БОК" и "ПРОГ ПРОД"

## Состав
- трёхканальная система гироскопических курсовертикалей «Румб-1А»
- БЦВМ «Орбита-10ТС-45»
- блоки коммутации комплекса БКК-45
- малогабаритная инерциальная система «МИС-45»
- резервная курсовая система «Гребень»
- доплеровский измеритель ДИСС-7
- аппаратура РСБН-ПКВ
- аппаратура РСДН А-711 "Кремний"
- цифровой преобразователь координат РСДН А-713 "Коралл"
- радиосистема навигации А-311 «Печора»
- азимутально-дальномерный приёмник РСБН А-312 "Радикал"
- аппаратура посадки «Ось-1»
- радиовысотомеры малых высот РВ-5 (два шт.)
- радиовысотомер больших высот РВ-18
- вычислитель В-144
- радиокомпас АРК-15
- радиокомпас АРК-У2

## Работа комплекса (кратко)
Пространственное положение самолёта определяется системой «Румб-1А». Система выдаёт информацию потребителям, а также индицирует на приборах ПКП-72 и ПНП-72. При отказе системы её задачи с ограниченным функционалом берёт на себя система «МИС-45». В аварийной ситуации для навигации используется резервная система «Гребень», при этом автоматические режимы полёта невозможны.
Программное управление на маршруте реализуется заложенной в память БЦВМ программой, позволяя выполнять один из двух заложенных в память маршрутов при перелёте, или автоматически выходить в точку применения оружия, автоматически выходить на сближение с другим самолётом до визуального контакта, возвращаться на аэродром вылета (в память заложены ещё два запасных аэродрома). НК приводит самолёт в район аэродрома, после чего заход на посадку выполняется без участия навигационного комплекса, по командам отдельной аппаратуры посадки в продольном и боковом каналах (система траекторного управления). Коррекция пути осуществляется как бортовыми средствами радионавигации, так и по земным ориентирам от РЛС обзора земной поверхности ПНА через аппаратуру А-711. Все внутренние и внешние связи комплекса выполняются блоками коммутации БКК-45. Текущая навигационная информация отображается на картографическом планшете ПА-3, в который перед полётом закладывается склейка (рулон) из топографических карт по маршруту полёта и схемы аэродромов посадки.